# Константинов Костянтин Іванович
Костянтин Іванович Константинов (рос. Константин Иванович Константинов) (* 6 квітня 1818, Варшава — † 12 січня 1871, Миколаїв) — російський винахідник в області артилерії, ракетної техніки, приладобудування й автоматики, генерал-лейтенант.

## Родовід
|  |                                                 |  |  |  |  |  |  |  |  |  |  |  |  |  |  |  |
|  | Павло I                                         |  |  |  |  |  |  |  |  |  |  |  |  |  |  |  |
|  |                                                 |  |  |  |  |  |  |  |  |  |  |  |  |  |  |  |
|  |                                                 |  |  |  |  |  |  |  |  |  |  |  |  |  |  |  |
|  | Костянтин I                                     |  |  |  |  |  |  |  |  |  |  |  |  |  |  |  |
|  |                                                 |  |  |  |  |  |  |  |  |  |  |  |  |  |  |  |
|  |                                                 |  |  |  |  |  |  |  |  |  |  |  |  |  |  |  |
|  | Софія Марія Доротея Авґуста Луїза Вертемберзька |  |  |  |  |  |  |  |  |  |  |  |  |  |  |  |
|  |                                                 |  |  |  |  |  |  |  |  |  |  |  |  |  |  |  |
|  |                                                 |  |  |  |  |  |  |  |  |  |  |  |  |  |  |  |
|  | Костянтин                                       |  |  |  |  |  |  |  |  |  |  |  |  |  |  |  |
|  |                                                 |  |  |  |  |  |  |  |  |  |  |  |  |  |  |  |
|  |                                                 |  |  |  |  |  |  |  |  |  |  |  |  |  |  |  |
|  | Клара Анна де Лоран                             |  |  |  |  |  |  |  |  |  |  |  |  |  |  |  |
|  |                                                 |  |  |  |  |  |  |  |  |  |  |  |  |  |  |  |
|  |                                                 |  |  |  |  |  |  |  |  |  |  |  |  |  |  |  |

## Біографія
Народився у Варшаві. Батьком його був великий князь Костянтин Павлович (1779—1831) (син імператора Павла I). Матір'ю була людина не блакитної крові — французька актриса Клара-Анна Лоран (1799—1857). При народженні майбутнього вченого назвали на честь батька Костянтином Костянтиновичем Константиновим. У 1820 р. його записали вихованцем князя І. А. Голіцина (1783—1852), у зв'язку з чим в 1837 р. він став Івановичем. Закінчив створене Засядьком Артилерійське училище в Петербурзі.
В 1844 році винайшов балістичний прилад і циліндр для навісної стрільби з гладкоствольних гармат, який давав змогу визначити швидкість польоту артилерійського снаряда в будь-якій точці траєкторії. 1847 побудував ракетний балістичний маятник за допомогою якого можна було встановити закон зміни швидкості ракети від часу. Крім того за допомогою цього приладу Константинов визначив вплив форми і конструкції ракети на її балістичні властивості, заклавши таким чином основи проектування ракет.
З 1849 року очолив тамтешній ракетний заклад, а також водночас керував Охтомським капсульним заводом. З 1861 року К. Константинов керував будівництвом ракетного заводу у Миколаєві, а 1867 року — його роботою. Він створив бойові ракети, які пролітали 4-5 км, розробив технологічний процес виготовлення ракет з автоматичним контролем і управлінням окремими операціями. Він автор кількох книг, присвячених бойовим ракетам.
Помер у Миколаєві, Прах генерал-лейтенанта К. І. Константинова похований у каплиці села Нивне Чернігівської губернії (нині Брянська область).

## Вшанування пам'яті

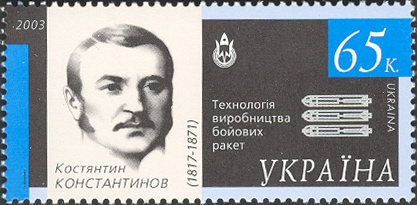
Українська марка із портретом К. І. Константинова

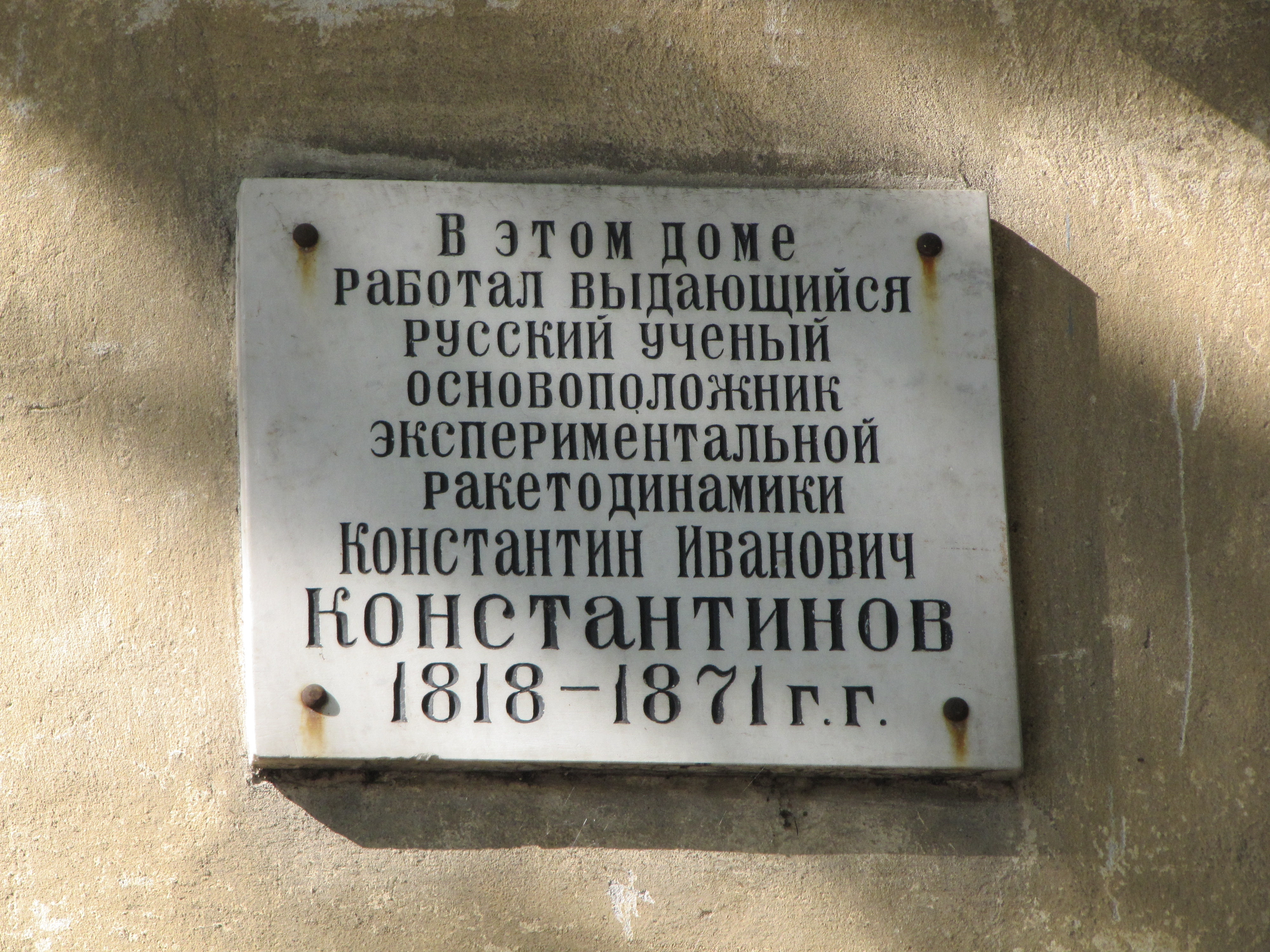
Меморіальна дошка на будинку, де жив Константинов К.І.

У 1960-х роках за видатні заслуги Костянтина Константинова перед Вітчизною в справі розвитку ракетної техніки його ім'ям був названий кратер на зворотному боці Місяця (20 ° пн. ш., 159 ° с. д., діаметр 69 км).
У Москві, в північній частині міста, одна з вулиць, названих на честь піонерів ракетної техніки, отримала його ім'я. А в Миколаєві, на розі вулиць Спаської та Артилерійської, на будівлі, де колись знаходилася контора ракетного заводу, з часів СРСР збереглася меморіальна дошка: «У цьому будинку працював видатний російський учений, основоположник експериментальної ракетодінаміки Костянтин Іванович Константинов (1818—1871 рр..)».